# بیورلی مک‌لاکلین
بیورلی ماریان مک‌لاکلین PC CC (انگلیسی: Beverley Marian McLachlin؛ ۷ سپتامبر ۱۹۴۳) حقوق‌دان و نویسندهٔ کانادایی است که از سال ۲۰۰۰ تا ۲۰۱۷ به‌عنوان قاضی ارشد کانادا مشغول به کار بوده‌است. او دارای بیشترین سابقهٔ خدمت در مقام قاضی ارشد در تاریخ کانادا بوده و نخستین زنی بوده‌است که به این مقام منصوب شده‌است. بسیاری او را یک از برترین حقوق‌دانان تاریخ دیوان عالی می‌دانند.
در ژوئیهٔ ۲۰۱۸، مک‌لاکلین فعالیت سه‌سالهٔ خود به‌عنوان قاضی غیردائم در دادگاه تجدیدنظر نهایی هنگ کنگ را آغاز کرد؛ او نخستین فرد کانادایی بود که برای خدمت در این سمت نامزد می‌شد. او در سال ۲۰۲۱ برای سه سال دیگر در این مقام ابقاء شد.